# Jean-Marc Benie
Jean-Marc Benie, parfois aussi nommé Jean-Marc Bolou Bénié, né le 9 novembre 1985 (selon les sources), est un footballeur professionnel ivoirien évoluant au poste d'attaquant. Il mesure 1,79 m pour 70 kg.

## Biographie
Il a possiblement été sélectionné en équipe nationale espoirs et olympique,. 
En 2003, il joue plusieurs matchs en Ligue des champions d'Afrique, dont au moins deux matchs en début de compétition, et une rencontre comptant pour les demi-finales.

## Carrière
- 1997-1999 : Satellite FC Abidjan [2]
- 2000 : Seongnam Ilhwa Chunma
- 2001-2003 : Stella d'Adjamé
- 2003-2005 : Espérance de Tunis
- 2006-2007 : Raja Casablanca
- 2007-2008 : Al Nasr
- 2008-2009 : MC Alger
- 2009-2011 : Chonburi FC

## Palmarès
- 2001 : Meilleur buteur de Côte d'Ivoire avec 20 buts (Stella d'Adjamé)
- 2002-2003 : Champion de Tunisie (Espérance de Tunis)
- 2003 : Demi-finaliste de la Ligue des champions d'Afrique (Espérance de Tunis)
- 2003-2004 : Champion de Tunisie (Espérance de Tunis)
- 2004-2005 : Vice champion de Tunisie (Espérance de Tunis)
- 2005-2006 : Vice champion du Maroc (Raja Casablanca)